# Stephen Benton Elkins

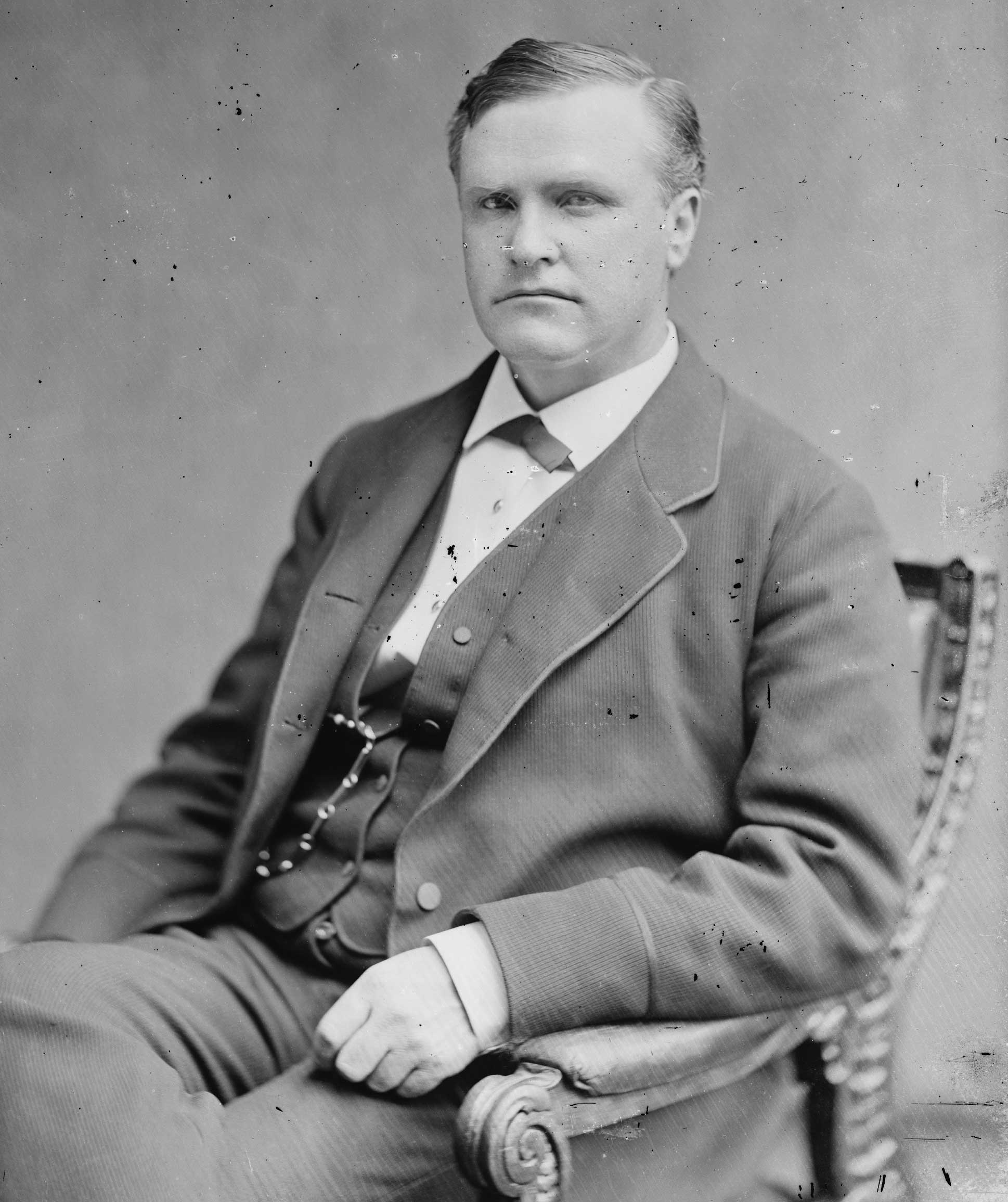
Stephen Benton Elkins

Stephen Benton Elkins (* 26. September 1841 bei New Lexington, Perry County, Ohio; † 4. Januar 1911 in Washington, D.C.) war ein US-amerikanischer Industrieller und Politiker. Er war von 1891 bis 1893 Kriegsminister. Ferner war er Delegierter des New-Mexico-Territoriums im Kongress und später Senator für den Bundesstaat West Virginia.

## Werdegang
Elkins zog Mitte der 1840er Jahre mit seiner Familie nach Westport in Missouri. Er promovierte 1860 an der University of Missouri in Columbia und unterrichtete dann an einer Schule im Cass County.
Elkins trat der Unionsarmee als Captain der Miliz der 77. Missouri Infanterie bei. Jedoch entging er mit Hilfe eines früheren Studenten, des späteren Gesetzlosen Cole Younger, den Quantrill's Raiders, der Partisanentruppe von William Clark Quantrill. Er studierte Jura und wurde 1864 als Anwalt zugelassen. Danach durchquerte er 1864 die Prärie, um in das New-Mexico-Territorium zu gelangen. Dort trat er einer Anwaltskanzlei in Mesilla bei. 1864 und 1865 wurde er als Abgeordneter ins territoriale Repräsentantenhaus gewählt. Danach wurde Elkins für eine Amtszeit von 1866 bis 1867 zum Bezirksstaatsanwalt ernannt. In dieser Zeit heiratete er 1866 auch seine erste Ehefrau Sarah Jacobs.
Von 1866 bis 1867 war Elkins Bezirksstaatsanwalt, 1867 Generalstaatsanwalt (Attorney General) und von 1867 bis 1870 Bundesstaatsanwalt im Territorium von New Mexico. Er wurde 1872 als Delegierter der Republikanischen Partei für das Territorium in den 43. US-Kongress gewählt und 1874 wiedergewählt. Seine Amtszeit dauerte vom 4. März 1873 bis zum 3. März 1877. Zur Wahl 1876 trat er nicht an. 1875 traf und heiratete er seine zweite Ehefrau Hallie Davis. Neben seiner Tätigkeit als Anwalt gründete er die Santa Fe National Bank und war deren Präsident. Er verfolgte weitgehende Geschäftsinteressen am Land, Schienen, Bergbau und Geldwesen.
Etwa um 1890 zog er nach Elkins in West Virginia, eine Stadt, die er früher gegründet hatte. Dort war er stark an der Gewinnung natürlicher Rohstoffe (Kohle) und der Entwicklung der Industrie (Schienenverkehr) interessiert. Präsident Benjamin Harrison berief  ihn als Kriegsminister in sein Kabinett: er war vom 17. Dezember 1891 bis zum 5. März 1893 in diesem Amt. Zu seinen Zielen gehörte es, den Rang eines Generalleutnants (Lieutenant General) wieder einzuführen und die Besoldung der Offiziere, mindestens der ohne ein Patent, zu erhöhen, um damit die Qualität des Dienstes zu verbessern. Er erweiterte auch die Spionagetätigkeiten der Division of Military Information.
Nach seiner Amtszeit als Kriegsminister wurde er 1895 als Vertreter West Virginias in den US-Senat gewählt. Er wurde 1901 und 1907 wiedergewählt, seine Amtszeit begann am 4. März 1895. Im Senat war er während der 56. und der 59. Kongresswahlperiode Vorsitzender des Ausschusses für Geologische Forschung (Committee on the Geological Survey) und vom 57. bis zum Ende der 61. Kongresseswahlperiode war er Mitglied des Ausschusses für den zwischenstaatlichen Handel. Elkins übte sein Amt als Senator bis zu seinem Tod am 4. Januar 1911 in Washington aus. Er wurde auf dem Maplewood Cemetery in Elkins begraben.
Er war der Vater von Davis Elkins, der sein Nachfolger im Senat wurde.